# Chelonus shevyryevi
Chelonus shevyryevi är en stekelart som beskrevs av Vladimir Ivanovich Tobias 1972. Chelonus shevyryevi ingår i släktet Chelonus och familjen bracksteklar. Inga underarter finns listade i Catalogue of Life.